# 科特雷
科特雷（法語：Cauterets，法語發音：[kotʁɛ]）是法国上比利牛斯省的一个市镇，位于该省西南部，属于阿热莱斯加佐斯特区。

## 地理
科特雷（42°53'21"N, 0°6'49"W）面积156.84 平方千米，位于法国奧克西塔尼大區上比利牛斯省，该省份为法国西南部内陆省份，北至热尔省，西接大西洋比利牛斯省，南与西班牙接壤，东临上加龙省。
与科特雷接壤的市镇（或旧市镇、城区）包括：于镇、阿尔西藏阿旺、拉沃当地区阿拉斯、谢兹、埃斯坦、加瓦尔尼-热德尔、格吕斯、吕兹-圣索沃尔、圣萨万、萨佐斯、苏隆、维勒隆格、维斯科斯、萨连特德加列戈、潘蒂科萨、托尔拉-奥尔德萨。

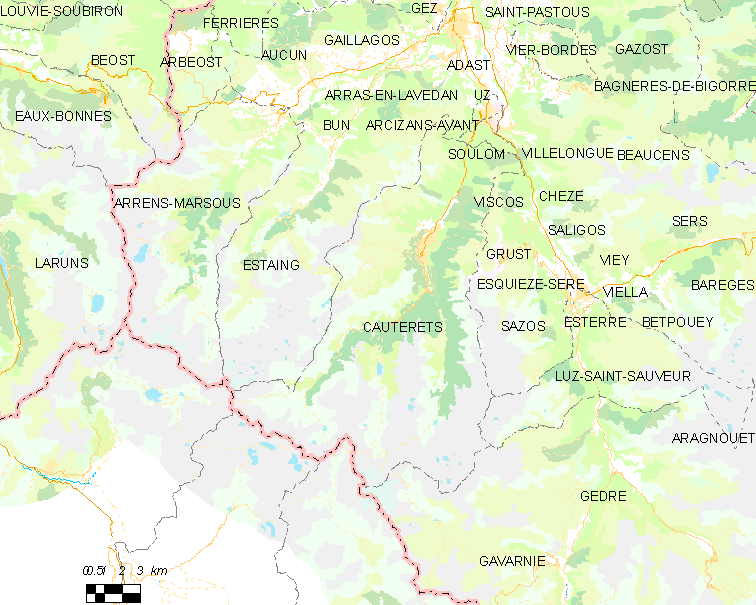
科特雷的OSM定位图

科特雷的时区为UTC+01:00、UTC+02:00（夏令时）。

## 行政
科特雷的邮政编码为65110，INSEE市镇编码为65138。

## 政治
科特雷所属的省级选区为激流谷县。

## 人口

1962-2008年间科特雷人口变化图示

科特雷于2022年1月1日时的人口数量为859人。